# Guatteria heterotricha
Guatteria heterotricha este o specie de plante angiosperme din genul Guatteria, familia Annonaceae, descrisă de Robert Elias Fries. Conform Catalogue of Life specia Guatteria heterotricha nu are subspecii cunoscute.